# Barrien (Syke)

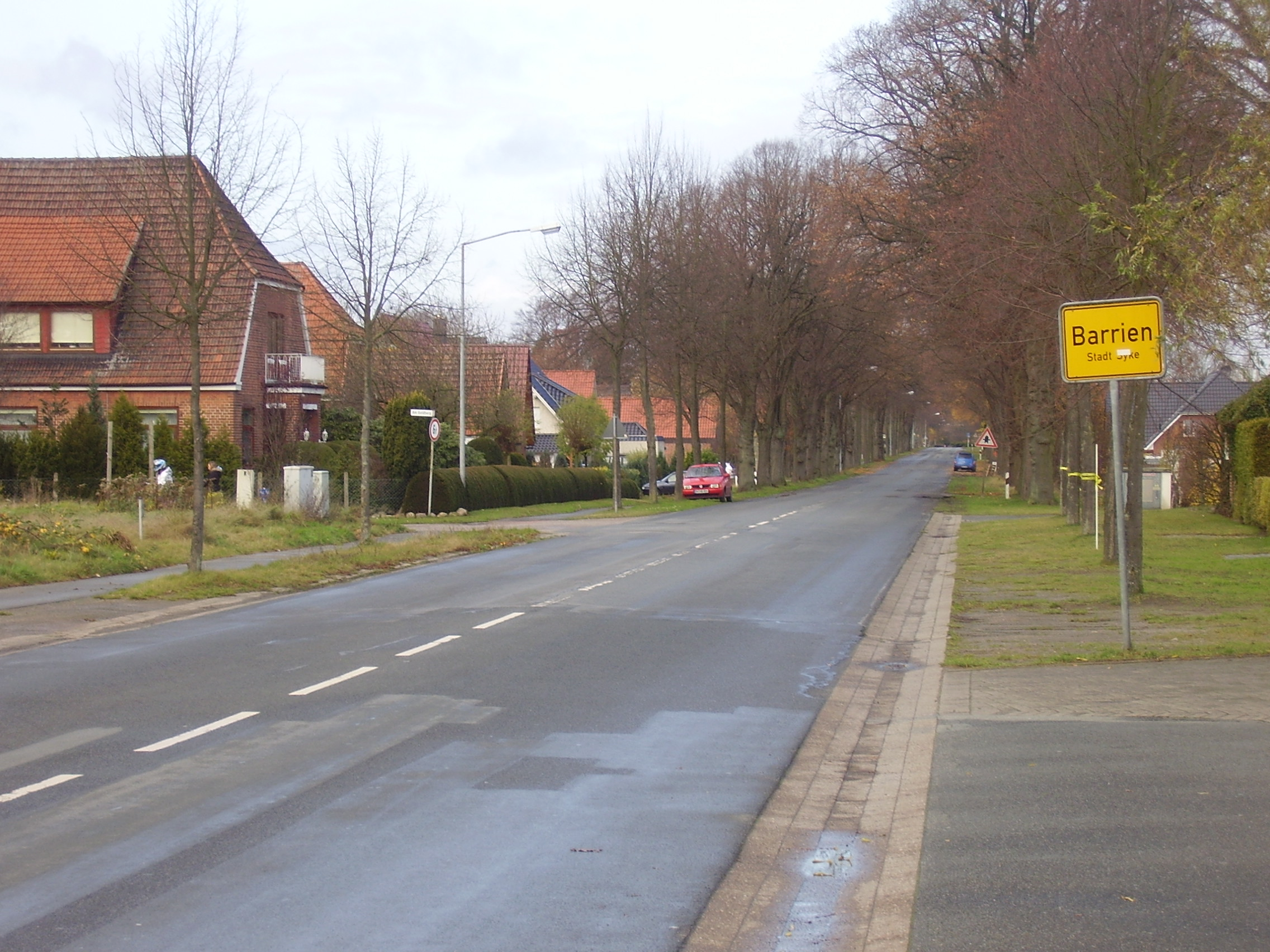
Die alte B6

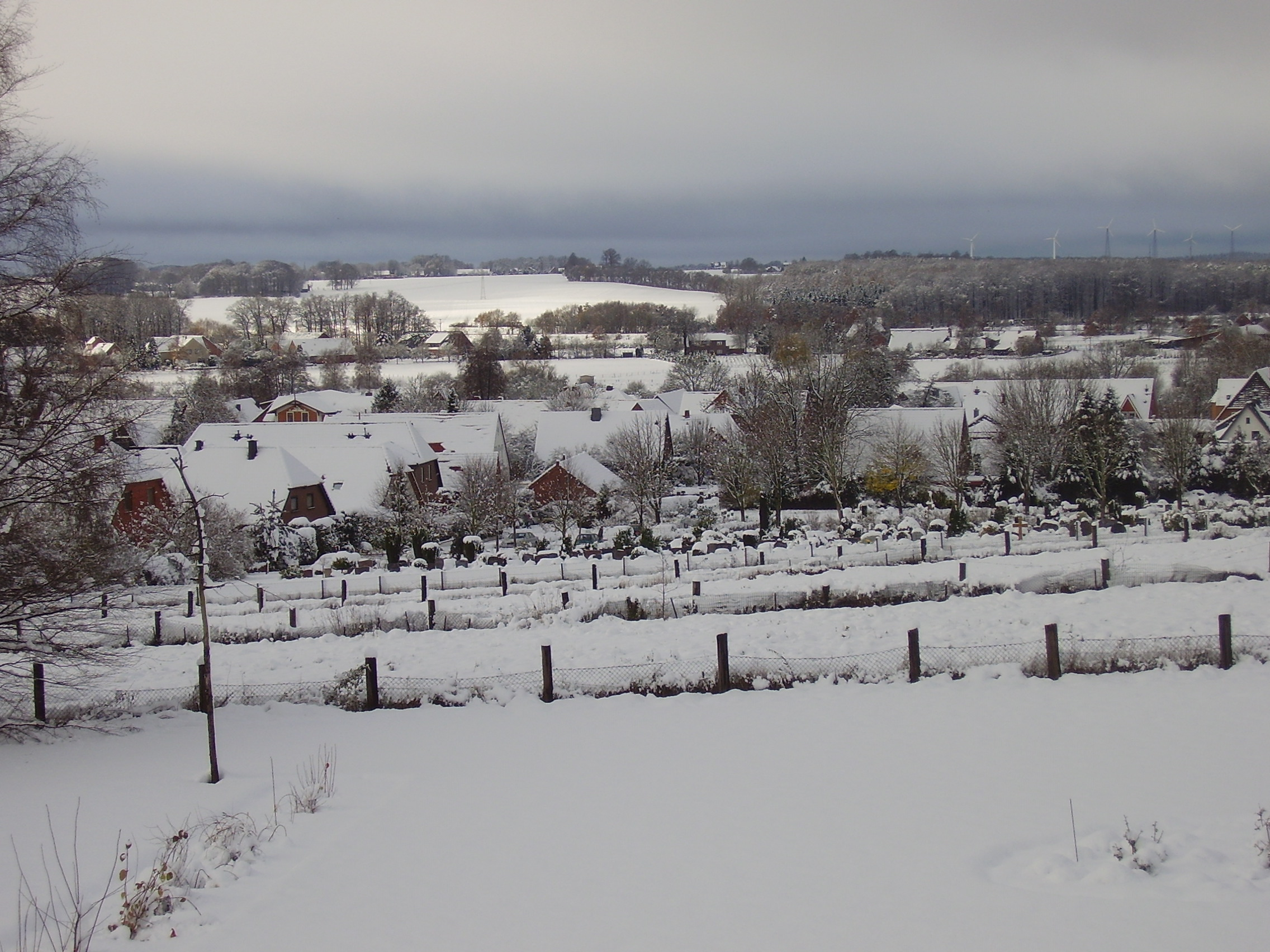
Blick über Barrien von oberhalb des Friedhofes nach Westen

Barrien [ˈbari̯ən] ist ein Ortsteil der Stadt Syke, Landkreis Diepholz, Niedersachsen.

## Geographie

### Geographische Lage
Barrien liegt im Nordwesten des Landkreises Diepholz etwa 5 Kilometer nördlich von Syke. Zusammen mit den Syker Ortschaften Ristedt, Okel und Gessel wird ein nördlicher Bereich mit der Verbindung zum „Bremer Speckgürtel“ gebildet. Barrien liegt ca. 15 km südlich der Hansestadt Bremen, am Rande des Naturparks Wildeshauser Geest.
| Jahr | Einwohner |
| ---- | --------- |
| 1885 | 763       |
| 1925 | 1188      |
| 1950 | 2434      |
| 1961 | 2742      |
| 1966 | 3024      |
| 1970 | 3164      |
| 1982 | 3987      |
| 2006 | 5097      |
| 2014 | 4340      |
| 2022 | 5038      |

Barrien liegt auf 20 m ü. NN und gliedert sich in drei Ortsteile:
- Barrien-Ortsmitte
- Barrien-Heide
- Barrien-Auf den Bülten

### Nachbarorte
Nachbarn des Ortes Barrien sind die Syker Ortsteile Gessel (mit Leerßen), Ristedt, Okel und Syke (Kernbereich); von der Syker Nachbargemeinde Weyhe im Norden sind es deren Gemeindeteile Melchiorshausen, Hahnenfelde und Jeebel.
Zum Kirchspiel Barrien gehören Ristedt, Gessel, Leerßen, Barrien, Okel und Osterholz.

### Gewässer
Durch Barrien fließt die Hache, die weiter in nördlicher Richtung nach Weyhe-Lahausen und Weyhe-Kirchweyhe fließt. Sie speist in der Ortsmitte Barriens den Mühlenteich, der in einer parkähnlichen Anlage liegt, und das Wasserrad der Wassermühle Barrien.

## Geschichte
Barrien gehörte in älterer Zeit zur Grafschaft Altbruchhausen und kam mit dieser 1326 in den Besitz der Grafen von Hoya und 1582 unter die Herrschaft der Herzöge von Braunschweig und Lüneburg. In Barrien stand eine Burg der Adelsfamilie Klencke, die aber nur zweimal in den Schriftquellen erwähnt wird. 1347 überlassen die vier Brüder Klencke ihren Adelssitz zu Barrien dem Grafen Gerhard III. von Hoya. Dieser bestand aus einem Wohnbau, einem Haus „innerhalb eines Walles“, dem Baumgarten und der Mühle. 1378 erhielten sie dies wieder von den Hoya zurück. Weiteres ist zu der bisher nicht lokalisierten Burg nicht bekannt.
Am 1. März 1974 wurde die Gemeinde Barrien in die Stadt Syke eingegliedert.

## Politik

### Ortsrat
Der Ortsrat, der den Ortsteil Barrien vertritt, setzt sich aus fünf Mitgliedern zusammen. Die Ratsmitglieder werden durch eine Kommunalwahl für jeweils fünf Jahre gewählt. Die aktuelle Amtszeit begann am 1. November 2021 und endet am 31. Oktober 2026.
Bei der Kommunalwahl 2021 ergab sich folgende Sitzverteilung:
| Ortsrat 2021Insgesamt 5 Sitze - SPD: 1 - Grüne: 1 - FWG: 1 - CDU: 2 |

### Wappen

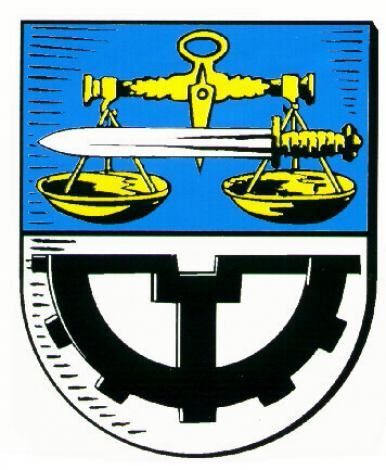
Wappen Barrien

Da Barrien vor der Gebietsreform eine eigenständige Gemeinde war, darf auch heute noch offiziell das vorher gültige Wappen verwendet werden. Es zeigt ein blau-silbern geteiltes Feld, im oberen blauen Feld eine goldene Waage, deren Schalenschnüre mit einem freischwebenden silbernen Schwert, golden und gerifft, belegt sind, unten im Feld ein halbes Wassermühlenrad.

## Infrastruktur
Die Ortschaft Barrien verfügt über:
- Fünf Kindergärten
- Grundschule
- Sportzentrum mit Tennishalle
- Hallenbad und drei Sporthallen
- Schützenhalle
- Altenpflegeheim
- Haltepunkt (Bahnstrecke Bremen - Osnabrück)
- Freiwillige Feuerwehr Syke, Ortsfeuerwehr Barrien (Stützpunktfeuerwehr)
- Feuerwehrtechnische Zentrale (Einrichtung des Landkreises Diepholz)

### Verkehr
Die B 6 durchschneidet den Ort und schafft Verbindung zum Norden (Bremen, A 1 und A 27) und zum Süden (Hannover, A 2). Der 1 km vom Barrier Ortskern entfernte ehemalige Bahnhof in Barrien-Heide (seit 1972 nur noch Haltepunkt) der DB gehört zur Strecke Bremen-Osnabrück. Insgesamt 38-mal an Wochentagen hielten bis zum 12. Dezember 2010 die Regionalzüge der DB. Seit Dezember 2010 ist der Barrier Bahnhof einer von zwei Haltepunkten der Regio-S-Bahn in Syke.
| Linie | Verlauf | Takt                                                                |
| ----- | --- | ------------------------------------------------------------------- |
| RS 2  | Bremerhaven-Lehe – Bremerhaven Hbf – Bremerhaven-Wulsdorf – Loxstedt – Lunestedt – Stubben – Lübberstedt – Oldenbüttel – Osterholz-Scharmbeck – Ritterhude – Bremen-Burg – Bremen Hbf – Bremen-Hemelingen – Dreye – Kirchweyhe – Barrien – Syke – Bramstedt (b Syke) – Bassum – Twistringen Stand: Fahrplanwechsel Dezember 2023 | 60 min 30 min (Bremen Hbf–Bremerhaven-Lehe in der HVZ-Lastrichtung) |

Nördlich von Barrien überkreuzt die B6 die Bahnstrecke Syke-Bremen. Diese Brücke ist der Pflichtmeldepunkt Sierra. Alle Flugzeuge, die von Süden kommen und nach Sichtflugregeln in die Kontrollzone Bremen einfliegen, müssen diesen Punkt überfliegen.
1962 haben alle Barrier Straßen und einige Wege Namen bekommen. Als Barrien 1974 im Zuge der Gebietsreform gemeinsam mit zwölf anderen Ortschaften in die Stadt Syke eingemeindet wurde, mussten einige Barrier Straßen wegen Doppelbenennungen umbenannt werden.
Barrien liegt am Jakobsweg in Norddeutschland, genauer an der Teilstrecke zwischen Bremen und Osnabrück. Für den näheren Bereich verläuft die Route über den Hohen Berg in Leerßen, Sörhausen, Fesenfeld, Gräfinghausen, Klosterseelte und Dünsen nach Harpstedt.

### Vereine
Ortsansässig sind in Barrien neben Sport-, Schützen- und Gesangverein sowie der Kyffhäuser-Kameradschaft auch der KunstVereinSyke e. V. und der SoVD. Ferner bestehen mehrere Fördervereine; beispielsweise für die Feuerwehr, die Grundschule oder den Erhalt des Barrier Hallenbades.

## Sehenswürdigkeiten
- In der Liste der Baudenkmale in Syke sind für Barrien neun Baudenkmale aufgeführt.
- Ev.-luth. St. Bartholomäus-Kirche: Als Gründungsjahr der im Kern romanischen Feldsteinkirche wird das Jahr 1032 angegeben. Gotische Formen beherrschen den Baukörper des Chors. 1954 wurden im Zuge von Renovierungsarbeiten am Chorgewölbe spätgotische Malereien entdeckt – vermutlich aus dem 15. Jahrhundert. Altar und Kanzel aus dem Barock, ein Taufstein von 1660 und eine große Empore (1710) mit Szenen des Alten und Neuen Testaments gehören zu den weiteren Schätzen der Kirche.
- Wassermühle Barrien an der Hache: Erhaltene Mühle, 1345 erstmals erwähnt, Mühlenhaus von 1857, Wasserrad vom 18. Jahrhundert, bis 1972 Getreidemühle,  1974 Sanierung, erhaltene Mühlentechnik kann zum Teil besichtigt werden. In der Mühle befinden sich heute eine Wohnung, ein Café und ein Kunstgewerbeladen (Inhaberin Christiane Palm-Hoffmeister).[3] Der Verein Rüttelschuh veranstaltet in der Mühle Folkkonzerte, klassische Konzerte sowie Lesungen und Kabarett.
- Auf dem Friedhof an der B 6 steht seit 2005 ein Mahnmal. Die Stahlskulptur von Elsa Töbelmann und Henning Greve ist ein Denkmal für die 25 Babys von osteuropäischen Fremdarbeiterinnen, die 1944/45 im von den Nationalsozialisten eingerichteten sogenannten „Polenkinderheim“ (Ausländerkinder-Pflegestätte) zu Tode kamen und auf dem Barrier Friedhof bestattet wurden.
- Kriegerdenkmal auf dem Kirchhof der ev.-luth. Kirche. Es enthält die Namen von 37 Gefallenen und drei Vermissten aus dem Ersten Weltkrieg und die Namen von 89 Gefallenen und 24 Vermissten aus dem Zweiten Weltkrieg (siehe Kriegerdenkmale in Syke#Barrien).
- Das Fahrradmuseum Barrien ist ein privat geführtes Technikmuseum, das 2022 eröffnet wurde.

## Persönlichkeiten

### Söhne und Töchter der Stadt
- Anneliese Kiehne-Tecklenburg (1925–2020), plattdeutsche Autorin
- Ursel Meyer-Wolf (1944–2020), plattdeutsche Autorin

### Weitere Persönlichkeiten
- Heinrich Schmidt-Barrien (1902–1996), Dichter in niederdeutscher und hochdeutscher Sprache
- Christiane Palm-Hoffmeister (* 1945 in Nossen, Sachsen), Kabarettistin und Autorin, lebt und arbeitet seit 1985 in Syke-Barrien

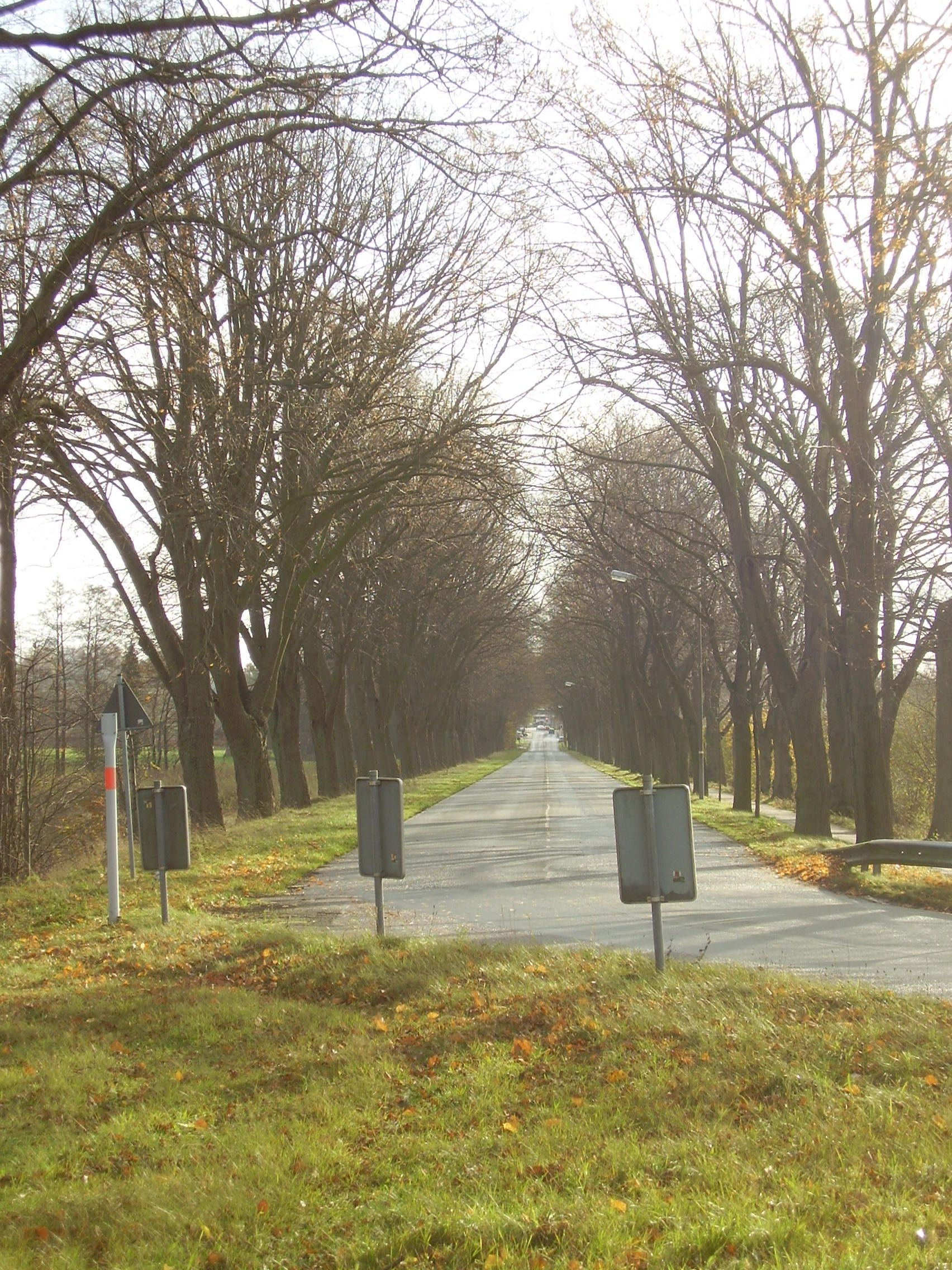
Die alte B 6 in Barrien: Blick vom Bahnhof Barrien Richtung Friedhof
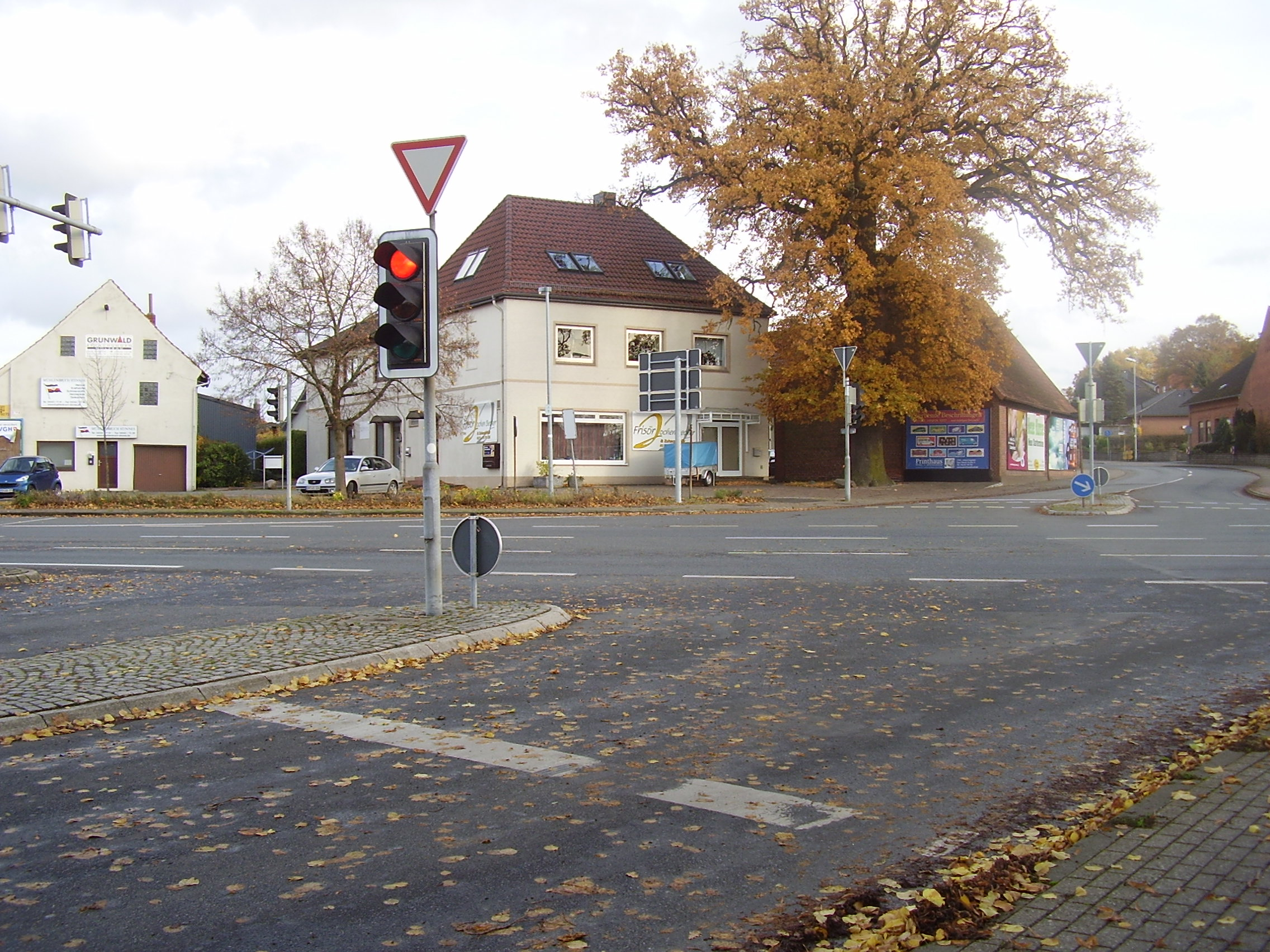
Kreuzung B 6 Ecke Im Sande
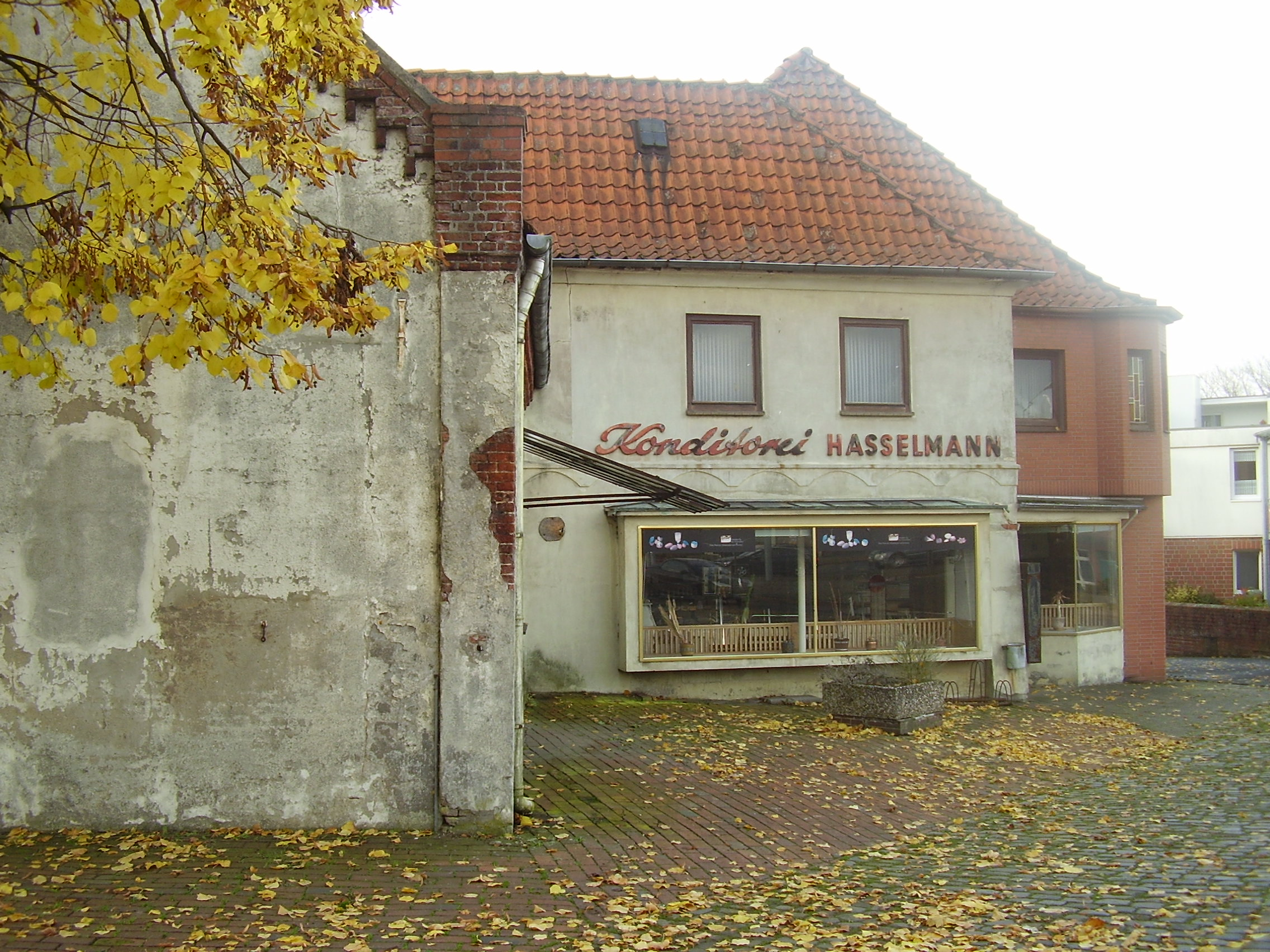
Altes Geschäft an der B 6, geschlossen seit 30 Jahren
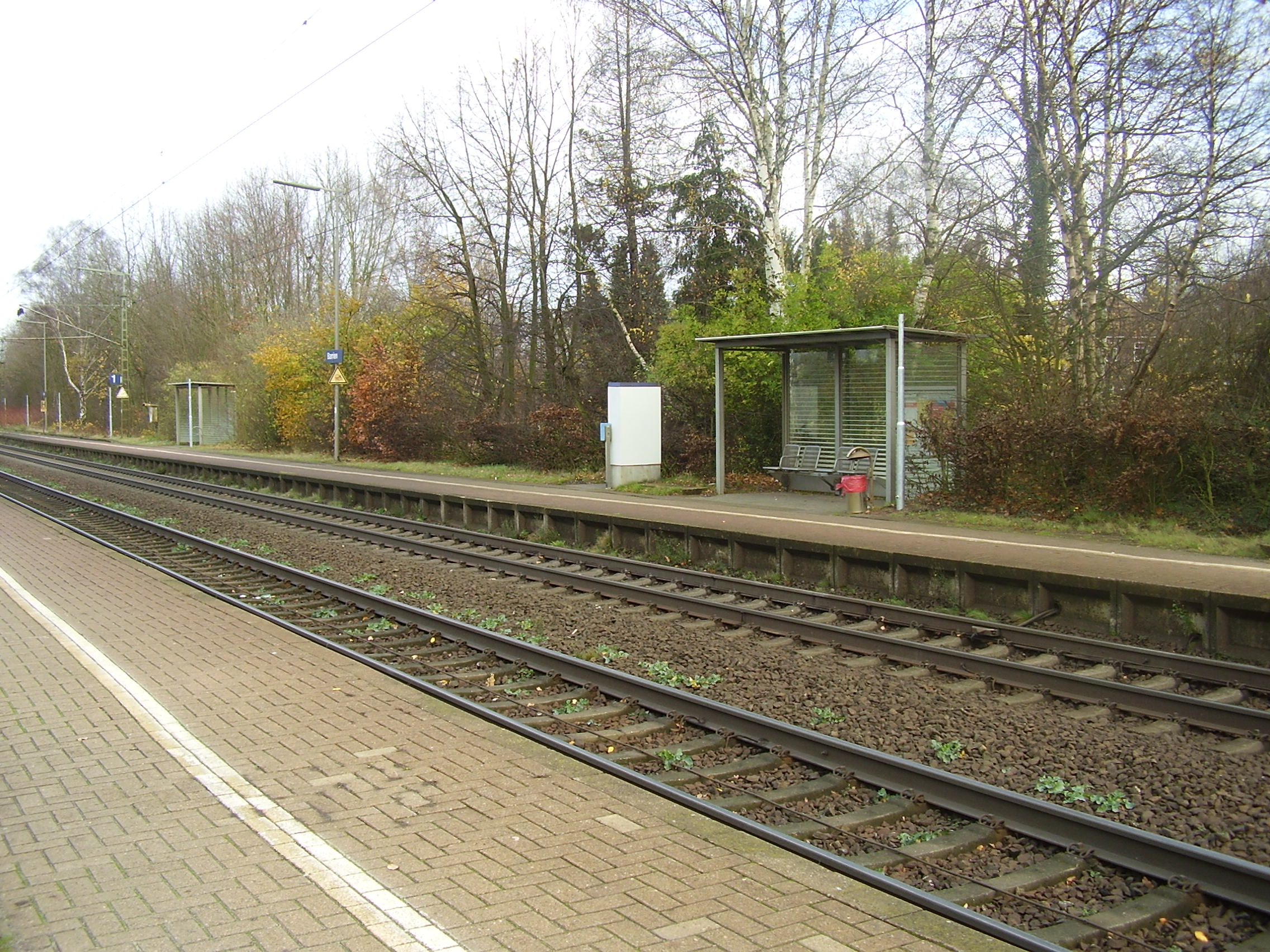
Haltepunkt Barrien
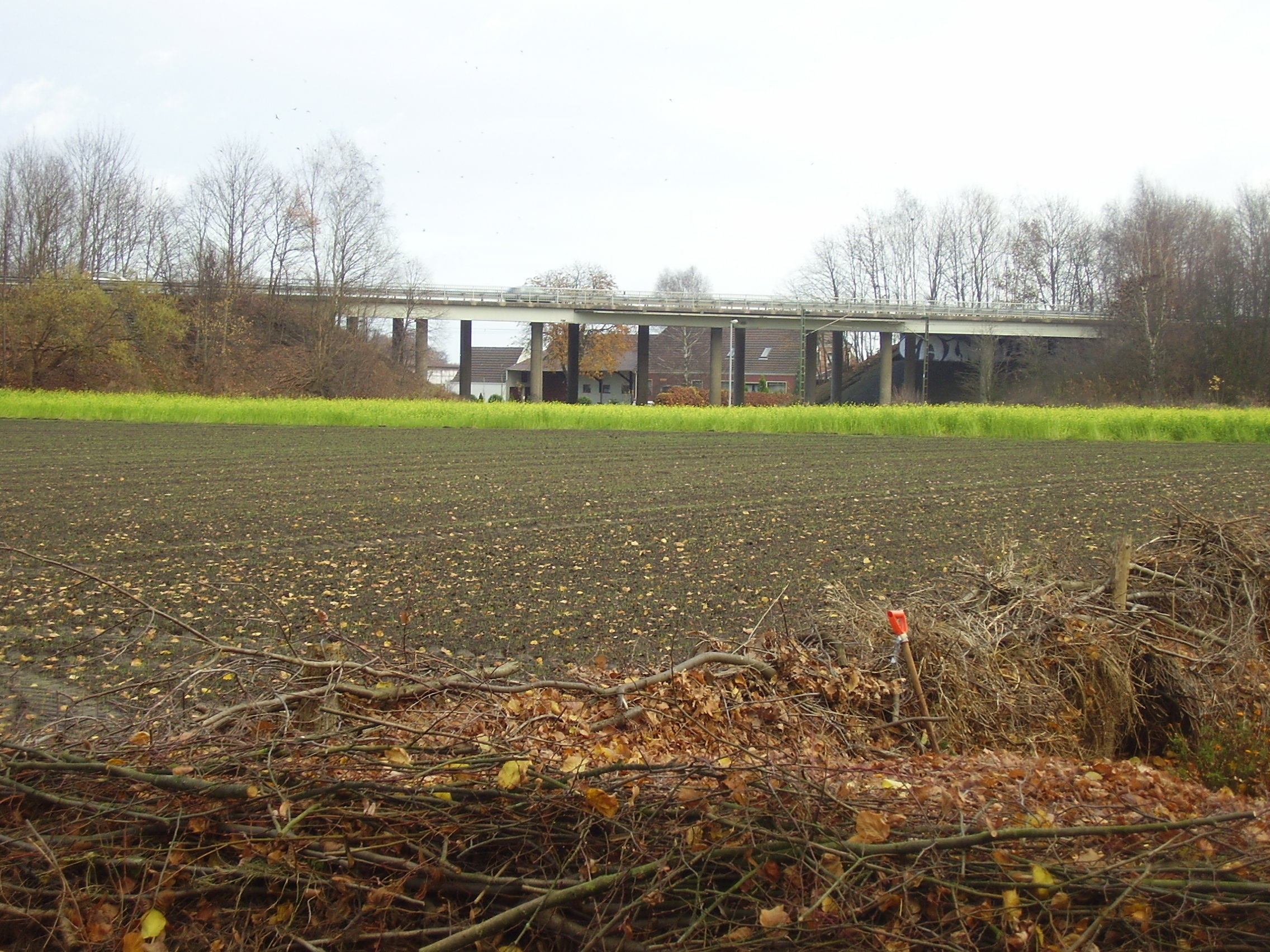
Brücke B 6/Bahnstrecke Syke-Bremen nördlich von Barrien, Pflichtmeldepunkt Sierra für Flugzeuge
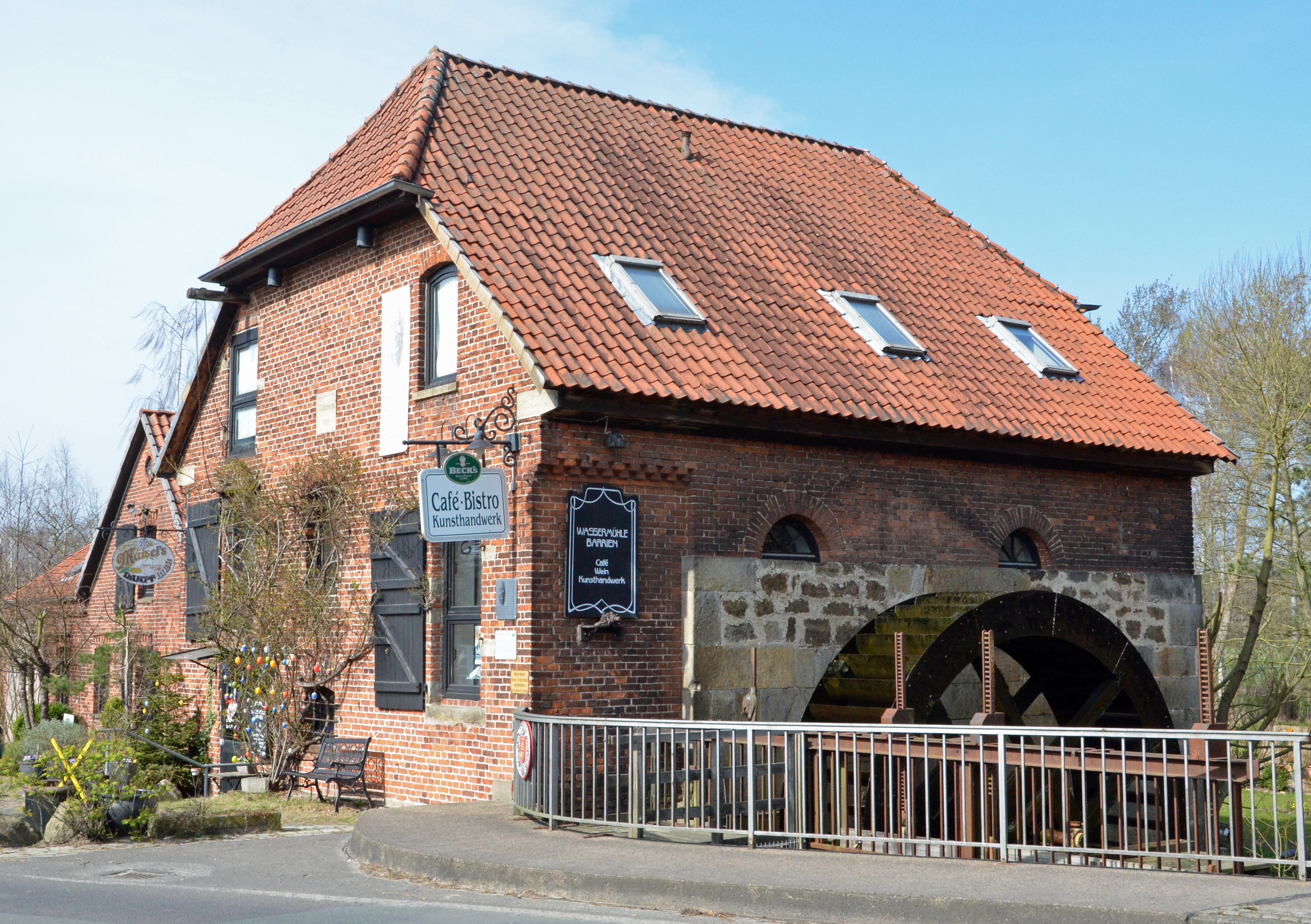
Wassermühle Barrien